# Tornérhjelmska huset
Tornérhjelmska huset er en bygning fra 1804 beliggende i Fågelsångsgatan i Helsingborg. Bygningen er en af få træbygninger i det centrale Helsingborg og blev udpeget som byggnadsminne 1967.

## Arkitektur
Huset er bygget i en enkel klassisk stil, typisk i begyndelsen af 1800-tallet. Det er 2 ½ etager og hviler på en høj, sorttjæret granit sokkel. Fra gaden til entréniveau fører en dobbelt stentrappe med smedejerns rækværk op mod den hvide hoveddøren. Facaderne er panelbeklædt med gul maling, vinduerne er malet hvide. Vinduerne i stueetagen er midtersprossede, og noget mindre, da denne etage tidligere rummede køkken og tjenestepersonalet rum. Anden sal har mere karakter af en piano nobile, med høje tværsprossede vinduer. Taget er dækket med røde tegl og halvvalmet i enderne. Centralt på gadefacaden står en tre vinduer lang frontispice. Bag huset gemmer sig en lille have, som nås fra gaden via en granilttrappe langs husets nordlige gavl. Haven afgrænses af et hvidmalet hegn.

## Historie
Oprindeligt lå der et lille bindingsværkhus fra slutningen af 1700-tallet, som udvidedes med yderligere en etage af den daværende ejer, Nils Silfverskiöld, der gav huset dets nuværende udseende. I en stor del av 1800-tallet beboedes huset af overhofstaldmester Rudolf Tornérhjelm, en af Helsingborgs mere fremstående kommunalpolitikere. På det tidspunkt lå huset i enden af Fågelsångsgatan og var omgivet af en stor have med tilhørende stalde og lagerbygninger. Ejendommen blev købt af byen Helsingborg i 1891 og i forbindelse med dette togs huset i brug af KFUM, som blev stiftet i Helsingborg samme år. Byen havde i 1904 udvidet Fågelsångsgatan til Hälsovägen, hvilket betød at stalde, lagerbygninger og haven forsvandt. Den ny anlagte vej lå lavere, hvilket er grunden til den høje sokkel. Dobbelttrappen kommer fra Carl Henrik Rooth købmandsgård og blev flyttet til huset i 1908. Derfor står der "CHR 1824" i smedejernsgelænderet. I begyndelsen af 1900-tallet benyttede livmedicus Håfström ved "Hälsans Hälsobrunn" (en helskilde i Helsingborg), senere har bygningen været anvendt af byens kødkontrol, hälsovårdsnämnden (dansk sundhedsudvalget) og Røde Kors. Siden 1979, er huset privatejet og har nu tre lejligheder.